# 1123
Il 1123 (MCXXIII in numeri romani) è un anno  del XII secolo.

## Eventi
- 18 marzo: Primo Concilio Lateranense, presso la basilica di San Giovanni in Laterano a Roma (fino all'11 aprile), convocato dopo il concordato di Worms. Nono concilio nella storia della Chiesa Cattolica e primo a svolgersi in Occidente.
- 10 agosto: In seguito alla battaglia di Capo Dimas, la disfatta navale della flotta normanna di Sicilia comandata da Christodolus, ritiratasi al sicuro, è seguita dal massacro della guarnigione normanna rimasta isolata.
- Dicembre: Pactum Warmundi tra Venezia e Gerusalemme.

## Nati
- Cristiano I di Oldenburg, conte tedesco († 1167)
- Giovanni di Spagna, religioso spagnolo († 1160)
- Osberno di Gloucester, monaco cristiano e lessicografo inglese († 1200)

## Morti
- 9 febbraio - Ottone di Ballenstedt, nobile tedesco (n. 1070)
- 4 marzo - Pietro Pappacarbone, abate e santo italiano (n. 1038)
- 8 maggio - Luigi il Saltatore, nobile tedesco (n. 1042)
- 15 giugno - Eustachio I de Grenier, cavaliere medievale franco
- 18 luglio - Bruno di Segni, cardinale, vescovo cattolico e teologo italiano
- 25 luglio - Riccardo, vescovo cattolico italiano
- 29 agosto - Øystein I di Norvegia, re (n. 1088)
- 11 settembre - Marbodo di Rennes, vescovo, monaco cristiano e poeta francese (n. 1035)
- 19 settembre - Aguda, imperatore cinese (n. 1068)
- 16 ottobre - Bertrando di Comminges, vescovo cattolico e santo francese
- 14 dicembre - Enrico IV di Carinzia, nobile tedesco
- Enrico II della Marca Orientale sassone, nobile tedesco (n. 1103)
- Ranulf, funzionario inglese
- Ruggero di Montgommery, conte
- Silvestro di Kiev, religioso e scrittore (n. 1055)
- Langri Tangpa, poeta tibetano (n. 1054)

## Calendario
| Calendario 1123 | Calendario 1123 | Calendario 1123 | Calendario 1123 | Calendario 1123 | Calendario 1123 | Calendario 1123 | Calendario 1123 | Calendario 1123 | Calendario 1123 | Calendario 1123 | Calendario 1123 | Calendario 1123 | Calendario 1123 | Calendario 1123 | Calendario 1123 | Calendario 1123 | Calendario 1123 | Calendario 1123 | Calendario 1123 | Calendario 1123 | Calendario 1123 | Calendario 1123 | Calendario 1123 | Calendario 1123 | Calendario 1123 | Calendario 1123 | Calendario 1123 | Calendario 1123 | Calendario 1123 | Calendario 1123 | Calendario 1123 | Calendario 1123 |
| --------------- | --------------- | --------------- | --------------- | --------------- | --------------- | --------------- | --------------- | --------------- | --------------- | --------------- | --------------- | --------------- | --------------- | --------------- | --------------- | --------------- | --------------- | --------------- | --------------- | --------------- | --------------- | --------------- | --------------- | --------------- | --------------- | --------------- | --------------- | --------------- | --------------- | --------------- | --------------- | --------------- |
|                 | 1               | 2               | 3               | 4               | 5               | 6               | 7               | 8               | 9               | 10              | 11              | 12              | 13              | 14              | 15              | 16              | 17              | 18              | 19              | 20              | 21              | 22              | 23              | 24              | 25              | 26              | 27              | 28              | 29              | 30              | 31              |                 |
| Gennaio         | Lu              | Ma              | Me              | Gi              | Ve              | Sa              | Do              | Lu              | Ma              | Me              | Gi              | Ve              | Sa              | Do              | Lu              | Ma              | Me              | Gi              | Ve              | Sa              | Do              | Lu              | Ma              | Me              | Gi              | Ve              | Sa              | Do              | Lu              | Ma              | Me              |                 |
| Febbraio        | Gi              | Ve              | Sa              | Do              | Lu              | Ma              | Me              | Gi              | Ve              | Sa              | Do              | Lu              | Ma              | Me              | Gi              | Ve              | Sa              | Do              | Lu              | Ma              | Me              | Gi              | Ve              | Sa              | Do              | Lu              | Ma              | Me              |                 |                 |                 |                 |
| Marzo           | Gi              | Ve              | Sa              | Do              | Lu              | Ma              | Me              | Gi              | Ve              | Sa              | Do              | Lu              | Ma              | Me              | Gi              | Ve              | Sa              | Do              | Lu              | Ma              | Me              | Gi              | Ve              | Sa              | Do              | Lu              | Ma              | Me              | Gi              | Ve              | Sa              |                 |
| Aprile          | Do              | Lu              | Ma              | Me              | Gi              | Ve              | Sa              | Do              | Lu              | Ma              | Me              | Gi              | Ve              | Sa              | Do              | Lu              | Ma              | Me              | Gi              | Ve              | Sa              | Do              | Lu              | Ma              | Me              | Gi              | Ve              | Sa              | Do              | Lu              |                 |                 |
| Maggio          | Ma              | Me              | Gi              | Ve              | Sa              | Do              | Lu              | Ma              | Me              | Gi              | Ve              | Sa              | Do              | Lu              | Ma              | Me              | Gi              | Ve              | Sa              | Do              | Lu              | Ma              | Me              | Gi              | Ve              | Sa              | Do              | Lu              | Ma              | Me              | Gi              |                 |
| Giugno          | Ve              | Sa              | Do              | Lu              | Ma              | Me              | Gi              | Ve              | Sa              | Do              | Lu              | Ma              | Me              | Gi              | Ve              | Sa              | Do              | Lu              | Ma              | Me              | Gi              | Ve              | Sa              | Do              | Lu              | Ma              | Me              | Gi              | Ve              | Sa              |                 |                 |
| Luglio          | Do              | Lu              | Ma              | Me              | Gi              | Ve              | Sa              | Do              | Lu              | Ma              | Me              | Gi              | Ve              | Sa              | Do              | Lu              | Ma              | Me              | Gi              | Ve              | Sa              | Do              | Lu              | Ma              | Me              | Gi              | Ve              | Sa              | Do              | Lu              | Ma              |                 |
| Agosto          | Me              | Gi              | Ve              | Sa              | Do              | Lu              | Ma              | Me              | Gi              | Ve              | Sa              | Do              | Lu              | Ma              | Me              | Gi              | Ve              | Sa              | Do              | Lu              | Ma              | Me              | Gi              | Ve              | Sa              | Do              | Lu              | Ma              | Me              | Gi              | Ve              |                 |
| Settembre       | Sa              | Do              | Lu              | Ma              | Me              | Gi              | Ve              | Sa              | Do              | Lu              | Ma              | Me              | Gi              | Ve              | Sa              | Do              | Lu              | Ma              | Me              | Gi              | Ve              | Sa              | Do              | Lu              | Ma              | Me              | Gi              | Ve              | Sa              | Do              |                 |                 |
| Ottobre         | Lu              | Ma              | Me              | Gi              | Ve              | Sa              | Do              | Lu              | Ma              | Me              | Gi              | Ve              | Sa              | Do              | Lu              | Ma              | Me              | Gi              | Ve              | Sa              | Do              | Lu              | Ma              | Me              | Gi              | Ve              | Sa              | Do              | Lu              | Ma              | Me              |                 |
| Novembre        | Gi              | Ve              | Sa              | Do              | Lu              | Ma              | Me              | Gi              | Ve              | Sa              | Do              | Lu              | Ma              | Me              | Gi              | Ve              | Sa              | Do              | Lu              | Ma              | Me              | Gi              | Ve              | Sa              | Do              | Lu              | Ma              | Me              | Gi              | Ve              |                 |                 |
| Dicembre        | Sa              | Do              | Lu              | Ma              | Me              | Gi              | Ve              | Sa              | Do              | Lu              | Ma              | Me              | Gi              | Ve              | Sa              | Do              | Lu              | Ma              | Me              | Gi              | Ve              | Sa              | Do              | Lu              | Ma              | Me              | Gi              | Ve              | Sa              | Do              | Lu              |                 |